# Melanchra leucoptera
Melanchra leucoptera är en fjärilsart som beskrevs av Leo Schwingenschuss 1954. Melanchra leucoptera ingår i släktet Melanchra och familjen nattflyn. Inga underarter finns listade i Catalogue of Life.